# Salamandră
Salamandra este un nume comun pentru aproximativ 550 specii de amfibieni. Acestea se caracterizează prin aspect exterior asemănător cu al șopârlelor, cu corp delicat, bot scurt și coadă bine dezvoltată. Toate salamandrele dispărute, ale căror fosile au fost găsite, fac parte din ordinul Caudata, iar speciile existente de salamandre sunt uneori grupate și ca Urodela. Majoritatea salamandrelor au patru degete la membrele anterioare și cinci la cele posterioare. Pielea lor umedă le face să prefere mediile acvatice. Unele specii de salamandre sunt totalmente acvatice întreaga viață, altele se află în apă periodic, iar o a treia categorie sunt totalmente terestre, la maturitate. Unice printre vertebrate, salamandrele au capacitatea să regenereze membrele pierdute sau alte părți ale corpului.
Cele mai vechi fosile de salamandre au fost găsite în depozitele geologice din China și Kazahstan și datează cu mijlocul perioadei Jurasic, aproximativ 164 milioane de ani în urmă. Actualmente, se întâlnesc pe toate continentele cu excepția Australiei, Antarcticii și a celei mai mari părți din Africa. O treime din speciile cunoscute se află în America de Nord.
Salamandrele mature, de obicei, au corpul tetrapod cu trunchi cilindric și coadă lungă. Unele specii, precum sirena (Siren lacertina), au membrele posterioare reduse sau absente, ceea ce le conferă aspect de țipar. Pielea e lipsită de solzi, este umedă și netedă, cu excepția tritonilor, care pot avea pielea catifelată sau verucoasă și uscată la atingere. Pielea poate fi cenușie sau viu colorată, cu diferite forme, dungi sau pete. Tritonii masculi devin aprins colorați în perioada de împerechere. Speciilor de peșteră, care trăiesc în întuneric, le lipsește pigmentarea și au un aspect roz semitransparent sau perlat. Dimensiunile salamandrelor variază între 2,7 cm, inclusiv coada, până la salamandra uriașă chinezească, care ajunge până la 1,8 m și cântărește 65 de kg. Totuși, majoritatea au lungimea între 10 cm si 22 cm
Respirația diferă în rândul salamandrelor. Speciile care nu dispun de plămâni respiră prin branhii. În majoritatea cazurilor, acestea sunt branhii externe, vizibile ca smocuri de pe fiecare parte a capului, deși țiparul de Congo are branhii interne și fante branhiale. Unele salamandre terestre au plămâni, care sunt utilizați în respirație, deși aceștia sunt simpli, sub formă de sac, spre deosebire de plămânii complecși ai mamiferelor. Multe specii de salamandre, cum ar fi proteul, au și plămâni, și branhii la maturitate. Unor specii le lipsesc atât plămânii, cât și branhiile. Schimbul de gaze este realizat prin piele. La acest tip de respirație apelează și unele specii care au plămâni.
Pielea salamandrelor secretă mucus, 
(pentru a se adapta la ambele medii de viata) 
care ajută la menținerea umidității pe uscat și la echilibrul nivelului de săruri, în apă. De asemenea, servește ca lubrifiant la înot. Salamandrele mai secretă substanțe toxice, iar, în cazul unor specii, și feromoni prin glandele din pielea lor. Salamandrele năpârlesc periodic, lăsându-și stratul exterior al pielii (epiderma) pe măsură ce cresc

## Mecanisme de apărare
Unele salamandre folosesc autotomia caudală drept tactică de apărare. Vertebrele cozii sunt fragile, și de aceea coada se rupe când este apucată de un prădător. Coada ruptă se mai răsucește o perioadă scurt, timp în care salamandra fie fuge, fie stă nemișcată, pentru a nu fi observată cât prădătorul este distras. Salamandrele regenerează ușor țesuturile pierdute. Timp de câteva săptămâni, pot să regenereze un membru parțial pierdut.
Salamandrele mai pot produce o substanță albă, asemănătoare cu laptele, care este otrăvitoare.
Glandele din pielea unor salamandre secretă o substanță toxică, care are efect asupra tuturor vertebratelor. Prezența acestei substanțe este indicată de coloritul viu al salamandrelor, de obicei galben și negru, sau roșu și negru.
1. ↑  latină, cauda = coadă
2. ↑  echivalentul grecesc pentru Caudata, Ur = coadă, Delos = vizibil
3. 1 2  Lanza, B., Vanni, S., & Nistri, A. (1998). Cogger, H.G. & Zweifel, R.G.. ed. Encyclopedia of Reptiles and Amphibians. San Diego: Academic Press. pp. 60–68. ISBN 0-12-178560-2.
4. ↑  „"International Giant Salamander Protection Site"”. Arhivat din original la 28 ianuarie 2011. Accesat în 17 aprilie 2012.
5. ↑  „„Clubul iubitorilor de animale"”. Arhivat din original la 2 octombrie 2012. Accesat în 17 aprilie 2012.
6. ↑  James R Monaghan1et al Microarray and cDNA sequence analysis of transcription during nerve-dependent limb regeneration. BMC Biology 2009, 7:1 doi:10.1186/1741-7007-7-1
7. ↑  Steve Parker, First Fun Animal Encyclopedia, 2009

## Vezi și
- Război cu salamandrele (1936) de Karel Čapek - roman științifico-fantastic satiric.